# Olsson Bullerbilen

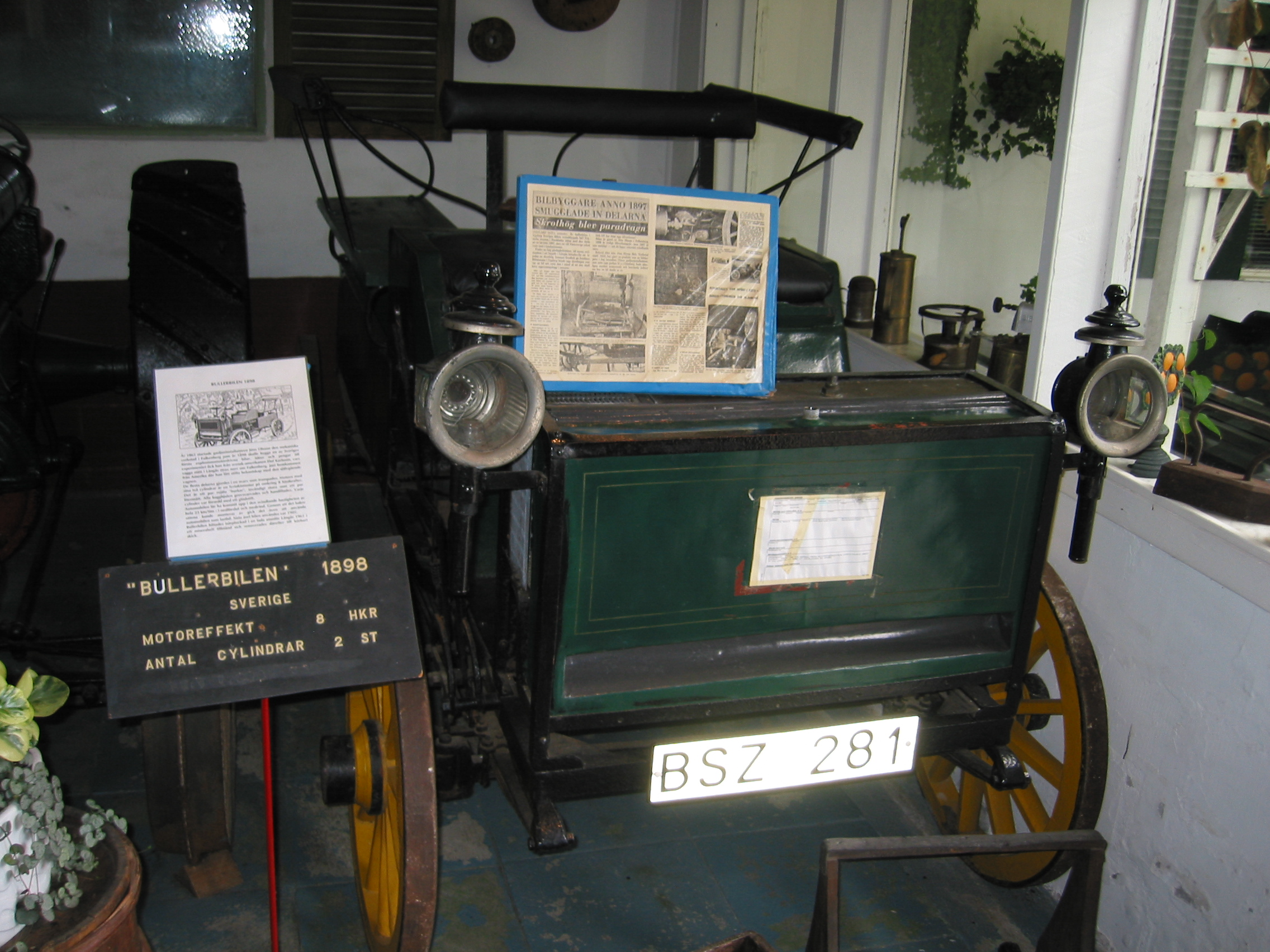
Olsson Bullerbilen von 1900 oder 1903. Vom Svedinos Bil- & Flymuseum auf 1898 datiert.

Olsson Bullerbilen ist ein frühes Automobil, das in Schweden produziert wurde.

## Hintergrund
Jöns Olsson war Gaslichtinstallateur und betrieb eine mechanische Werkstatt in Göteborg. Er erhielt um 1900 oder um 1903 von einem Schweden namens Falkenberg, der aus den USA zurückkehrte, den Auftrag, einen Motorwagen herzustellen. Das Fahrzeug wurde Bullerbilen, übersetzt Lärmwagen, genannt. Es wurde bis 1905 benutzt.

## Fahrzeug
Olsson fertigte fast alle Teile selber an. Für den Antrieb sorgt ein Zweizylindermotor mit etwa 8 PS Leistung. Der Fahrersitz ist vorne. Dahinter befinden sich wie beim Break Sitze, die zur Warenbeförderung entfernt werden können.
Das Fahrzeug ist erhalten geblieben und im Svedinos Bil- & Flymuseum in Ugglarp bei Slöinge ausgestellt.